# Korttojärvi
Korttojärvi är en sjö i Kiruna kommun i Lappland och ingår i Torneälvens huvudavrinningsområde. Sjön har en area på 1,45 kvadratkilometer och ligger 345,1 meter över havet. Korttojärvi ligger i Torne och Kalix älvsystem Natura 2000-område. Sjön avvattnas av vattendraget Stalojåkka.

## Delavrinningsområde
Korttojärvi ingår i det delavrinningsområde (757421-167951) som SMHI kallar för Utloppet av Korttojärvi. Medelhöjden är 441 meter över havet och ytan är 13,36 kvadratkilometer. Räknas de 15 avrinningsområdena uppströms in blir den ackumulerade arean 280,29 kvadratkilometer. Stalojåkka som avvattnar avrinningsområdet har biflödesordning 2, vilket innebär att vattnet flödar genom totalt 2 vattendrag innan det når havet efter 431 kilometer. Avrinningsområdet består mestadels av skog (60 procent) och kalfjäll (28 procent). Avrinningsområdet har 1,5 kvadratkilometer vattenytor vilket ger det en sjöprocent på 11,2 procent.